# Solo per amore (serie televisiva)
Solo per amore, nota dalla seconda stagione con il titolo Solo per amore 2 - Destini incrociati, è una serie televisiva italiana, in onda dal 7 gennaio 2015 al 28 giugno 2017 in prima serata su Canale 5.

## Trama

### Solo per amore
Pietro Mancini è un ricco imprenditore sposato con l'avvocatessa Elena Ferrante: la coppia ha due figlie, Arianna e Beatrice, e gestisce a Roma un centro sportivo con Gabriele, fratello di Elena. La loro vita apparentemente perfetta viene sconvolta dall'improvviso rapimento di Pietro, mentre porta Beatrice a scuola. Elena già vent'anni prima fu rapita da dei malavitosi e tenuta prigioniera in una grotta: proprio in quell'occasione perse il figlio che aspettava da Pietro. Le indagini vengono affidate, grazie al contributo del generale Gianmaria Fiore, a Giordano Testa, il commissario che riuscì a liberare Elena e di cui si innamorò, anche se la donna poi scelse di restare con quello che sarebbe diventato suo marito. Collaborando nel caso, dato che non riesce a fidarsi del commissario, Elena scopre che il marito era ricattato da un gruppo di malavitosi e per questo temeva per la sicurezza della propria famiglia: così, decide di andare a parlare con Sandro Alfieri, gestore di un night club e amico di gioventù di Pietro, che è implicato in un traffico di droga e potrebbe sapere qualcosa sul rapimento. In questo frangente, Arianna si innamora di Claudio, fratello minore di Sandro, che lavora con lui al locale insieme alla sorella Denise, incinta del suo ragazzo. Sandro chiede ad Elena del denaro in cambio del suo aiuto.
Nel frattempo, nel circolo fa il suo ingresso l'ambigua Gloria Keller, che inizia a prendere lezioni di tennis da Gabriele, di cui si invaghisce, mettendo in crisi il rapporto dell'uomo con la sua promessa sposa, la ginecologa Irene Fiore, figlia del generale: Gloria decide di offrire la cifra necessaria al liberamento di Pietro in cambio di parte delle quote del circolo. Dunque, Elena dà i soldi a Sandro, il quale insieme a Gloria è il vero responsabile del rapimento: egli le chiede di recuperare un carico di droga, prima di consegnare il denaro ai rapitori, e in seguito a quest'azione Pietro riesce a fuggire dalla sua prigione e salva la moglie da un killer inviato da Gloria per ucciderla, ma ben presto Elena si rende conto che Pietro le nasconde molti segreti. Egli le dice che Sandro vuole vendicarsi poiché pensa che lui gli abbia sottratto tre milioni di euro, in realtà il denaro necessario a pagare il riscatto di Elena per il suo rapimento, nel quale erano coinvolti Gloria, Pietro e Sandro con la sua banda.
Nel frattempo, il compagno di Denise viene ucciso da Sandro, ma la donna non vuole abortire e viene seguita nella gravidanza da Irene, che non può avere figli e si offre di crescere segretamente il bambino con Gabriele come se fosse il suo, in modo tale da allontanarlo da Gloria, che ormai è sempre più coinvolta nelle vicende del circolo. Irene rivela così a Gabriele di essere incinta e i due decidono di organizzare le nozze. Successivamente, Elena si accorge che Pietro ha dei comportamenti strani e decide di collaborare finalmente con Giordano, che le rivela il coinvolgimento del marito nel suo rapimento: la donna rimane sconvolta e affronta Pietro armata, ma l'uomo riesce a fuggire prima dell'arrivo della polizia. Così, la donna, delusa dal comportamento del marito, si accorge di non avere mai smesso di amare Giordano e intreccia una relazione con il commissario, nel momento in cui suo padre Aldo scopre che il figlio che Elena credeva di avere perso nel corso del suo rapimento è vivo e si chiama Stefano e che proprio Giordano è in realtà il responsabile del rapimento di vent'anni prima.
Aldo, prima di rivelare la verità alla figlia, informa Pietro che il rapimento di Elena prevedeva la consegna di un manoscritto di un boss mafioso che avrebbe provocato l'arresto di molti notabili e non un riscatto in denaro, come si pensava; inoltre, chiede un incontro su una spiaggia con il genero, che ora si nasconde a casa di sua madre Maria, per spiegargli il tutto e spedisce una lettera ad Elena contenente tutto quello che ha scoperto, ma non fa in tempo: l'avvocato Ferrante viene ucciso da Giordano, che lo annega in mare per impedirgli di parlare, e Pietro trova il corpo senza vita del suocero proprio quando Elena giunge sul luogo del delitto, ritenendolo così il colpevole. Al funerale di Aldo, Pietro viene ferito a una spalla da Giordano e si rifugia a casa di Gloria per farsi medicare. Contemporaneamente, Gloria scopre l'inganno di Irene e glielo fa sapere per evitare di essere estromessa dal circolo, come richiesto dalla donna a Gabriele, ma anche la Fiore ha un'arma in pugno: infatti, è venuta a conoscenza del passato criminale di Gloria e minaccia di denunciarla, a meno che non parli con Gabriele della finta gravidanza.
Intanto, Arianna inizia una relazione con Claudio, che riceve da suo fratello Sandro l'ordine di incendiare le scuderie del circolo Ferrante, ma quando si accorge della presenza di Arianna, si butta per salvarla e poi viene arrestato: la giovane non lo vuole più vedere per l'azione commessa. Una misteriosa donna ricoverata in una clinica per problemi cardiaci, Silvia Nardi, cerca di contattare invano Aldo Ferrante: lei è la madre adottiva di Stefano, il giovane ventenne, primogenito di Elena e Pietro, che giunge a Roma per vendicare la morte di quello che credeva suo padre, Virgilio Sanna (il carceriere di Elena), ucciso da Giordano, anche se Stefano crede che il responsabile sia Pietro. Stefano riesce a salvare Arianna da un'aggressione da parte degli uomini del generale Fiore, che vogliono impossessarsi della lettera di Aldo, giunta a casa di Elena, e come ricompensa viene assunto al maneggio. Pietro, intanto, convince Elena ad incontrarlo e le rivela ciò che Aldo aveva scoperto sul rapimento di vent'anni prima e la convince ad incontrarsi con Spataro, un detenuto con cui Ferrante era in contatto; al termine dell'incontro, Stefano tenta di uccidere Pietro ma senza riuscirci.
Arrivato il giorno del matrimonio di Irene e Gabriele, l'uomo si rende conto di amare Gloria e lascia la Fiore sull'altare per andare a convivere con la Keller, nonostante il disaccordo di sua madre Agata. In seguito, Elena riesce ad ottenere un permesso premio per Spataro, ma il generale Fiore ordina a Giordano di lasciar fuggire il detenuto per poi farlo uccidere subito dopo da una spia di nome Jasmine. La situazione degenera: Jasmine punta la pistola ad Elena, ma Giordano la uccide e rimane gravemente ferito da un colpo della spia, mentre Spataro fugge. Il commissario si salva grazie ad un intervento chirurgico ed Elena lo porta a casa sua per prendersene cura; nel frattempo, Pietro trova Spataro, che gli rivela che suo figlio potrebbe essere ancora vivo: Mancini così comunica subito la notizia ad Elena, che decide di dare fiducia al marito ed elabora con lui un piano per scoprire la verità. Pietro si consegna a Giordano, che lo conduce in un capannone e gli promette di portarlo alla polizia il giorno seguente; ma Mancini si rende conto ben presto che Giordano è l'assassino di suo suocero e che potrebbe essere ucciso lui stesso dagli uomini di Fiore che lo sorvegliano.
Nel frattempo, Gabriele viene a sapere che Irene non può avere figli e affronta la donna, che gli confessa tutta la verità e poco dopo tenta il suicidio, ma viene salvata da Gabriele, che la porta in ospedale: qui, Irene rivela al padre Gianmaria il passato oscuro di Gloria e gli chiede di distruggerla. Pietro riesce a neutralizzare i suoi carcerieri e affronta poi Giordano, che gli spara e lo fa cadere in un fiume, ma Mancini riesce a salvarsi grazie a un giubbotto antiproiettile e si rifugia da Sandro e Claudio. Il giorno dopo, Pietro ed Elena si incontrano e fanno l'amore, capendo di essere ancora innamorati l'uno dell'altra; inoltre, Pietro confida alla donna tutti gli omicidi commessi da Giordano e la Ferrante decide di continuare a fingere di essere innamorata del commissario per farlo cadere in trappola. Intanto, anche Arianna e Claudio si riavvicinano, mentre Gloria lascia Gabriele e viene rapita da Gianmaria e Giordano, che vogliono scoprire dove si rifugia Pietro. La pm Angela Maggi comincia a sospettare di Giordano, di cui è innamorata, per la sparizione di Pietro e scopre che Virgilio Sanna era un ex poliziotto che voleva mettere le mani sul memoriale in possesso di Aldo insieme a Giordano, ma in un inseguimento con il commissario ha un incidente ed entra in coma. Contemporaneamente, Elena riesce a trovare Silvia Nardi, che le rivela che Stefano è suo figlio, ma nella fuga dagli uomini di Fiore, giunti nella clinica, Silvia cade da una terrazza ed Elena viene arrestata con l'accusa di tentato omicidio; a tutta la scena assiste Stefano.
In carcere Elena viene torturata dagli uomini di Fiore e Pietro mette in atto un piano per farla evadere con l'aiuto di Claudio, Gabriele ed Irene, che altera le analisi della Ferrante per farla trasferire in ospedale. Nel mentre, Sandro scopre che Denise è incinta e la aggredisce, ma viene salvata da Arianna e Claudio, che le racconta che ad uccidere il suo fidanzato è stato proprio Sandro; così, Denise si sente male e in ospedale Irene e Gabriele promettono di prendersi cura di lei, ospitandola a villa Ferrante. Intanto Giordano manipola Stefano, deciso a vendicare la morte di Silvia, per impadronirsi del memoriale, che dovrebbe essere stato nascosto dalla Nardi. Un'infermiera fa arrivare a Stefano la lettera con la confessione di Silvia, ma il giovane viene rapito da Sandro, che viene ucciso poco dopo da Giordano, salvando Stefano; la lettera finisce nelle mani di Denise, che assiste Sandro nei suoi ultimi momenti di vita. Gloria, riavvicinatasi a Gabriele, informa Giordano del piano di Pietro per liberare Elena, ma i due riescono a fuggire da Giordano; sulle loro tracce vi è Stefano, sempre più accecato dalla voglia di vendetta, che riesce a trovarli e spara ad Elena, prima che Pietro gli riveli che loro sono i suoi veri genitori, sconvolgendolo e portandolo alla fuga.
Mentre Irene cura Elena, Gabriele lascia definitivamente Gloria, dopo aver scoperto la sua collaborazione con Giordano, e Denise rivela a tutti il contenuto della lettera che le ha affidato Sandro, confermando che Stefano è figlio di Elena e Pietro. I due coniugi non vedono l'ora di riabbracciare Stefano, che tuttavia viene rapito da Giordano in un estremo tentativo di impadronirsi del memoriale, che è stato trovato nella grotta in cui Elena era tenuta prigioniera. Giordano ha intenzione di uccidere Pietro, ma Elena salva marito e figlio sparando al commissario, che viene arrestato. Tutta la famiglia Ferrante finalmente riunita ora festeggia, ma il memoriale è finito nelle mani di Gloria che, dopo aver scoperto di essere incinta di Gabriele, lo vende al generale Fiore in cambio di una grossa somma e si trasferisce a Miami per iniziare una nuova vita.

### Solo per amore 2 - Destini incrociati
Tre anni dopo le vicende della prima stagione, mentre si sta organizzando il matrimonio di Arianna e Claudio, Gianmaria comunica ad Elena che Pietro, insieme a una giornalista di nome Vittoria Boschi, è morto in un incidente in elicottero a Costa degli Dei in Calabria. Sul luogo dell'incidente Elena fa la conoscenza di Andrea Fiore, figlio di Gianmaria e medico di guerra in Afghanistan, oltre che amante di Vittoria. Poco dopo, la donna decide di trasferirsi con la famiglia a casa di sua suocera Maria per sostenerla e per cercare di distrarsi e di aprire un centro ONLUS per aiutare chi è in difficoltà: insieme a lei, nello studio c'è Paola Cassani, una psicologa che aiuta Giordano nel suo percorso di recupero e comincia a innamorarsi di lui. Nel frattempo, Gloria torna a Roma da Miami con suo marito, Marco Ackermann, figlio illegittimo di Gianmaria, e suo figlio Alessandro, di cui Marco crede di essere il padre: i due hanno l'ambizioso progetto di impadronirsi di Roma e acquistano con un'ingente somma villa Ferrante, che diventa il quartier generale delle loro operazioni. Sei mesi dopo, il generale Fiore, responsabile volontario della caduta dell'elicottero insieme a Marco, informa Elena che le indagini sono state chiuse e che la morte di Pietro è stata un incidente, anche se i dubbi della Ferrante e di Andrea persistono; poco dopo, Gianmaria fa visita in carcere a Giordano intenzionato a chiedere la semi-libertà e gli intima di non confessare la verità, anche se l'ex commissario, pur di uscire dal carcere, è disposto a fare tutti i nomi, compreso quello di Fiore.
Intanto, Stefano è riuscito ad entrare in polizia e fa la conoscenza di Giulia, sua collega, essendo entrambi alle dipendenze dell'ispettore Paternò: i due intrecciano una relazione, non essendo a conoscenza delle famiglie da cui provengono, ma non appena Stefano lo scopre, si allontana dalla ragazza. Elena trova in una giacca di Pietro un foglietto con su scritto un numero di telefono insieme alla sigla ECLA e, parlandone con Andrea, scopre che appartiene all'ospedale in cui egli lavorava in Afghanistan, mentre ECLA è una delle società sospette nel Ministero della Difesa, di cui è presidente proprio Gianmaria. Così, la Ferrante si rende conto che la situazione è molto più complessa di quello che voglia sembrare. Nel frattempo, Marco scopre che il suo fratellastro Andrea è in città e non vuole intromissioni da parte sua, ma Gianmaria gli ordina di lasciare perdere il suo progetto e gli dice che non lo appoggerà. Tuttavia, Marco vuole procedere e incarica Alberto Casagrande, un giovane avvocato, di farsi assumere presso il centro di Elena, che si trova nel quartiere di suo interesse, per fornirgli delle informazioni; Alberto si avvicina molto ad Arianna, che è in crisi con Claudio, aiutandola a superare alcuni esami alla facoltà di giurisprudenza.
Contemporaneamente, Gloria, per impadronirsi del circolo, fa consegnare a Gabriele una buonuscita di centomila euro per chiudere il contratto da istruttore di tennis, ma Ferrante viene ben presto a sapere chi c'è dietro e minaccia la Keller, affermando che non abbandonerà il suo posto di lavoro. Gianmaria scrive una lettera ad Andrea in cui gli confessa tutta la verità e lo invita a recarsi a casa sua, ma Marco lo scopre e uccide il padre, iniettandogli del veleno in una delle sue flebo, avendo il generale problemi cardiaci. Gianmaria ha un infarto proprio mentre Elena sta salendo da lui e prima di morire le consegna un mazzo di chiavi, che servono per aver accesso al memoriale e alla lettera, e afferma che ad uccidere Pietro è stato suo figlio, non rivelando però il nome. Quando Elena esce senza essere vista, anche Andrea giunge sul posto e scopre il cadavere del padre: la Ferrante comincia ad avere forti sospetti su di lui. Mentre Elena va a trovare Giordano in carcere e scopre che dietro il suo rapimento c'era proprio Gianmaria, Andrea fa effettuare delle analisi sulla flebo del padre e scopre che il padre è morto per avvelenamento: visionando i filmati delle telecamere di un gioielliere, si accorge che Elena era in casa del padre e crede che lei lo abbia ucciso. Dopo un acceso battibecco fra i due, che si accusano reciprocamente, Elena riesce a scoprire che la chiave appartiene a una baita in montagna a Chieti, dove il generale trascorreva le vacanze con la famiglia e ha nascosto il memoriale insieme alla lettera indirizzata ad Andrea.
La Ferrante decide di recarvisi, ma Marco, informato da Alberto, la insegue in auto e a sua volta Andrea è dietro di loro con la moto: quando Elena giunge sul posto, viene spinta in un burrone da Marco che, trafugato il memoriale, incendia la baita e all'arrivo di Andrea, che soccorre Elena, tenta di sparare ai due senza essere visto, ma viene fermato da Gloria, che al telefono gli impone di non commettere azioni violente. I due coniugi decidono così di organizzare un piano per fermare Elena e Andrea, colpendo anche i soci di Gianmaria sfavorevoli al loro progetto: Gloria fa nascondere il memoriale nel giardino dell'onorevole Samuele Ciocchi, che viene arrestato da Paternò con i suoi uomini dopo il ritrovamento. Dal memoriale si capisce che il responsabile della morte di Pietro Mancini era il generale Fiore e la cosa sconvolge la famiglia Ferrante, che non sospettava niente. Tuttavia, Elena non crede a questa verità troppo semplice, soprattutto quando Ciocchi, su ordine di Marco, accusa Andrea di essere un complice di Gianmaria: infatti, dopo che Andrea le ha raccontato la sua storia con Vittoria, la Ferrante si è resa conto dell'innocenza del medico e vuole cercare di farlo scagionare. Così, chiede l'aiuto di Giordano, che registra una conversazione in cui Ciocchi ammette di essere stato obbligato a fare il nome di Andrea e la fa arrivare ad Elena, che riesce a far scagionare l'uomo.
Nel frattempo, Claudio riesce a riconquistare Arianna e allora Alberto contatta Raffaella Giuliani, pr del locale di Claudio, per chiederle di far girare della droga proprio nel Black Zone, come chiesto da Marco, in modo tale da impadronirsi del locale: così, Claudio viene arrestato e il pub chiuso. Intanto, Marco ordina di uccidere Ciocchi in carcere, facendo apparire tutto come un suicidio e lasciando una lettera in cui l'onorevole ammette le sue colpe: dunque, Elena si convince che Ciocchi è il vero responsabile dell'incidente, ma vuole sapere di più sulla relazione tra Pietro e Vittoria, costretti a comportarsi come una coppia per le loro indagini. Quando la donna si reca con Andrea nella stanza dell'albergo in cui Pietro e Vittoria hanno dormito, tra i due scoppia la passione e fanno l'amore; lo stesso accade tra Stefano e Giulia, che si sono resi conto di non poter stare lontano l'uno dall'altra. Anche Gloria e Gabriele si riavvicinano, dopo essersi incontrati diverse volte allo zoo con il figlio Alessandro, e scoprono di non avere mai smesso di amarsi. Poco dopo, Elena riceve la notizia che deve saldare alcuni debiti, altrimenti sarà costretta a lasciare il centro; Marco le offre il suo sostegno per saldare i debiti e vendere il centro a lui, ma la donna rifiuta. In quel momento, giunge la notizia che Arianna è stata investita da una macchina dopo aver visto Alberto corrompere un assessore con una valigetta piena di denaro: la ragazza è entrata in coma, ma viene salvata da Andrea, che la opera all'apparato respiratorio.
Fortunatamente per Alberto, Arianna non ricorda nulla dell'incidente, tuttavia Marco chiede comunque all'avvocato di ucciderla per non correre rischi, ma il giovane non ci riesce. In questo frangente, Claudio viene scarcerato per insufficienza di prove e riceve una proposta di acquisto del suo locale da un avvocato di nome Angelo, complice di Marco: il giovane accetta ma si rende conto che c'è dietro qualcosa e ne parla con Giordano, che, una volta ottenuta la libertà vigilata, inizia ad indagare. Intanto, Marco scopre che Angelo gli ha sottratto 20.000 euro per consegnarli a Vittoria Boschi, che in realtà è viva e non è mai salita sull'aereo dell'incidente; dopodiché, lo fa uccidere e Giordano trova il cadavere insieme ad alcuni documenti falsi di Vittoria e un invito ad una festa, che trafuga. A questo punto, Marco ordina ai suoi uomini di rapire Vittoria e ordina alla donna di separare Elena e Andrea, che intanto ha risolto i problemi economici della Ferrante grazie a delle donazioni provenienti da tutto il mondo. Poco tempo dopo, Vittoria si rivela ad Andrea ed Elena, raccontando di essersi nascosta per timore di essere uccisa, e afferma di voler riprendere la storia con Andrea: Elena non si spiega perché Vittoria abbia taciuto per così tanto tempo ad Andrea e decide di lasciarlo per non compromettersi con la Boschi. Giordano scopre che Gloria ha una relazione extraconiugale con Gabriele e la ricatta, chiedendo un lavoro come guardia del corpo di Marco in cambio del suo silenzio: la Keller è costretta ad accettare, consapevole del fatto che Giordano voglia indagare sulla lobby di suo marito.
Intanto, Elena riceve una dichiarazione d'inagibilità del suo centro onlus, ovviamente falsa e fatta preparare da Marco, e riceve anche lo sfratto dalla casa in cui abita con la sua famiglia. Allora, Claudio cerca di convincere Elena che la lobby che governa il quartiere e che ha fatto chiudere il Black Zone è la stessa che ha dichiarato l'inagibilità della sua ONLUS e dell'abitazione: così, i due organizzano un incontro con tutti gli abitanti del quartiere che hanno venduto i propri immobili per scatenare una protesta. Contemporaneamente, Paola confessa ad Elena la sua relazione con Giordano, sostenendo che l'uomo sia cambiato: la Ferrante non la prende bene e decide di introdursi nella casa di Testa per cercare le prove della sua collaborazione, trovando così il passaporto falso di Vittoria. Elena manda così un messaggio ad Andrea per rivelargli la verità, ma Vittoria lo legge e lo cancella, prima di fuggire dalla casa dove abita con Andrea. A questo punto, Andrea telefona a Vittoria, intimandole di confessare tutta la verità, e la donna gli dá un appuntamento a cui non si presenta perché viene catturata dagli uomini di Marco e uccisa. Nel frattempo, Marco scopre la relazione tra Gloria e Gabriele e decide di segregare la moglie in casa, togliendole il telefono e facendola sorvegliare a vista, dopo aver fatto pestare a sangue Gabriele; inoltre, Ackermann, grazie alla complicità del magistrato Garrone, riesce a far accusare ingiustamente Andrea dell'omicidio di Vittoria e così il medico viene condotto in carcere.
Intanto, Giordano organizza con Claudio una rapina al caveau della lobby con lo scopo di prelevare l'hard-disk contenente i nomi degli uomini coinvolti nel piano di Marco e poi consegnarlo a Paternò, ma vengono beccati dalla telecamere di sorveglianza, riuscendo comunque a portare a termine la rapina. Marco riconosce così dai filmati Giordano e rapisce sua figlia Giulia, tra l'altro incinta di Stefano, per ricattarlo, chiedendogli in cambio della salvezza di sua figlia l'hard-disk, ma all'appuntamento concordato lo inganna riuscendo a sottrargli il disco senza restituirgli Giulia: infatti, Ackermann gli chiede anche di uccidere Andrea in carcere. Intanto, vengono trovate tracce di sangue dell'assassino sul cadavere di Vittoria, parzialmente compatibili con il dna di Andrea, che scopre così di avere un fratello segreto; dunque, Elena si presenta da Paternò per far liberare Andrea con un giorno di anticipo per poter prevedere le mosse dei nemici. Nel frattempo, tramite Raffaella, assoldata da Marco per trattare con un imprenditore russo, Gloria riesce a inviare una lettera a Gabriele, in cui gli rivela di essere il padre del bambino, e a procurarsi del sonnifero con cui tramortisce la guardia, dopodiché fugge con Alessandro: la donna ha intenzione di partire anche con Gabriele per lasciarsi alle spalle il passato, ma, mentre Gabriele viene tramortito, la Keller e il figlio vengono portati da Marco, che ha scoperto che Alessandro non è suo figlio e intende inviarli a Miami. Nel frattempo, Andrea si ricorda di un bambino con cui giocava da piccolo durante le vacanze al mare, che abitava in una casa retrostante la spiaggia e al quale poi era stato impedito di avvicinarsi a lui da suo padre Gianmaria; decide così di recarsi con Elena sul posto e qui scopre che anni prima era avvenuto nella casa il suicidio di Adele Ackermann, madre di Marco e amante di Gianmaria.
I due giungono alla conclusione che Marco è il fratellastro di Andrea ma improvvisamente vengono raggiunti da Giordano, che però non riesce ad uccidere il medico e rivela loro tutto quello che sa. Grazie a un'intuizione di Andrea, Giordano scopre che sua figlia è tenuta prigioniera proprio nella casa sulla spiaggia e coraggiosamente riesce a liberarla, dopo essere stato ferito alla spalla: l'uomo ottiene finalmente il perdono di Elena. Contemporaneamente, Arianna viene a sapere della complicità di Alberto negli affari di Ackermann grazie a Claudio e i due lo conducono alla polizia, dove l'avvocato decide di collaborare e di aiutarli a incastrare Marco tramite delle registrazioni; tutto questo mentre Raffella riesce a salvare Gabriele, che stava per morire asfissiato in una macchina a causa del gas per colpa degli uomini di Marco. Anche Giordano viene coinvolto nell'operazione per arrestare Marco e fa sapere all'uomo, inconsapevole della liberazione di Giulia, di avere ucciso Andrea Fiore e di volere indietro sua figlia. Marco festeggia ma la polizia riesce ad arrestare tutti i suoi uomini e in un'ultima disperata fuga Ackermann minaccia di uccidere Elena, che viene però liberata da Giordano, mentre Andrea insegue Marco, con cui ha uno scontro fisico, e lo salva dalla caduta da un balcone. L'intera lobby è stata sgominata, anche Gloria viene arrestata, ma Gabriele promette di occuparsi di Alessandro. Alberto informa Arianna tramite una lettera di essere fuggito in un'isola esotica per evitare il processo e di essere ancora innamorato di lei, ma Arianna ora si è resa conto dei sentimenti che prova per Claudio e decide di riprovarci con lui. La serie si conclude con il matrimonio tra Stefano e Giulia e anche Andrea promette un giorno di sposare Elena: finalmente la famiglia Ferrante può festeggiare dopo i brutti momenti trascorsi.

## Episodi
La prima stagione, suddivisa in dieci episodi, è andata in onda dal 7 gennaio al 5 marzo 2015 su Canale 5.
| nº | Prima TV         |
| -- | ---------------- |
| 1  | 7 gennaio 2015   |
| 2  | 14 gennaio 2015  |
| 3  | 18 gennaio 2015  |
| 4  | 28 gennaio 2015  |
| 5  | 30 gennaio 2015  |
| 6  | 4 febbraio 2015  |
| 7  | 6 febbraio 2015  |
| 8  | 18 febbraio 2015 |
| 9  | 25 febbraio 2015 |
| 10 | 4 marzo 2015     |

La seconda stagione è suddivisa, come la prima, in dieci episodi, ma a causa dei bassi ascolti le puntate vengono rimontate in modo da ottenere otto episodi da 110 minuti contro i 10 episodi da 80 minuti originali. È andata in onda dall'11 maggio al 28 giugno 2017 su Canale 5.
| nº | Prima TV       |
| -- | -------------- |
| 1  | 11 maggio 2017 |
| 2  | 17 maggio 2017 |
| 3  | 24 maggio 2017 |
| 4  | 31 maggio 2017 |
| 5  | 7 giugno 2017  |
| 6  | 14 giugno 2017 |
| 7  | 21 giugno 2017 |
| 8  | 28 giugno 2017 |

## Personaggi e interpreti
- Elena Ferrante (stagioni 1-2), interpretata da Antonia Liskova. Moglie di Pietro, madre di Stefano, Arianna e Beatrice e figlia di Agata e Aldo, sorella maggiore di Gabriele. Nella seconda stagione si fidanza con Andrea Fiore, ma lotta per scoprire la verità sulla morte di suo marito.
- Giordano Testa (stagioni 1-2), interpretato da Kaspar Capparoni. Vicequestore di polizia che ha salvato Elena dal primo rapimento. Viene incarcerato dopo che si sono scoperte le sue malefatte. A tenerlo in vita sono le visite della figlia Giulia e della sua psicologa Paola; al termine della seconda stagione dimostra di essere cambiato, aiutando Elena a scoprire la verità sulla morte di Pietro.
- Pietro Mancini (stagione 1), interpretato da Massimo Poggio. Marito di Elena, padre di Stefano, Arianna e Beatrice e figlio di Maria. Muore in un incidente aereo all'inizio della seconda stagione (off-screen).
- Andrea Fiore (stagione 2), interpretata da Roberto Farnesi. Figlio di Gianmaria, fratello di Irene e fratello da parte di padre di Marco. Vive una storia d'amore travagliata con Elena a causa del ritorno di Vittoria, ma dopo la sua uccisione la verità viene fuori e i due sono liberi di amarsi.
- Gloria Keller (stagioni 1-2), interpretata da Valentina Cervi. Ex ragazza di Pietro, moglie di Marco Ackerman e madre del piccolo Alessandro, avuto da Gabriele, con cui ritorna alla fine della seconda stagione.
- Gabriele Ferrante (stagioni 1-2), interpretato da Simon Grechi. Fratello minore di Elena. Nella prima stagione ha una relazione con Irene Fiore, che tradisce con Gloria, da cui ha un figlio che cresce da solo dopo l'arresto della Keller.
- Gianmaria Fiore (stagioni 1-2), interpretato da Luca Biagini. Padre di Irene, Andrea e Marco. Viene ucciso da Marco nella seconda stagione.
- Irene Fiore (stagione 1), interpretata da Camilla Filippi. Ginecologa, figlia di Gianmaria ed ex fidanzata di Gabriele.
- Stefano Mancini (stagioni 1-2), interpretato da Giuseppe Maggio Primo figlio di Elena e Pietro e fratello di Arianna e Beatrice. Elena pensava di averlo perso durante il primo rapimento, invece è stato salvato dal suo carceriere. Poliziotto, si sposa con Giulia Testa al termine della seconda stagione.
- Arianna Mancini (stagioni 1-2), interpretata da Laura Adriani. Figlia di Elena e Pietro, sorella minore di Stefano e sorella maggiore di Beatrice. Studentessa di giurisprudenza, si innamora di Claudio Alfieri, che lascia per Alberto ma con cui ritorna alla fine della seconda stagione.
- Beatrice Mancini (stagioni 1-2), interpretata da Melissa Monti. Ultima figlia di Elena e Pietro, sorella minore di Arianna e Stefano.
- Maria Mancini (stagioni 1-2), interpretata da Anita Zagaria. Madre di Pietro.
- Angela Maggi (stagioni 1), interpretata da Simona Borioni. Collega di Giordano, di cui è innamorata.
- Claudio Alfieri (stagioni 1-2), interpretato da Lorenzo Balducci. Fratello minore di Sandro e fratello maggiore di Denise. Gestore del Black Zone, si innamora di Arianna, con cui ha intenzione di sposarsi.
- Denise Alfieri (stagione 1), interpretata da Giulia Elettra Gorietti. Sorella minore di Claudio e Sandro.
- Sandro Alfieri (stagione 1), interpretato da Pietro Genuardi. Sadico e spietato criminale, fratello maggiore di Claudio e Denise Alfieri. Pur di raggiungere i suoi scopi non guarda in faccia nessuno. Viene ucciso in uno scontro a fuoco con Giordano.
- Cesare (stagione 1-2), interpretato da Andrea Giannini. Scagnozzo e braccio destro di Sandro Alfieri. Dopo la morte di Sandro decide di redimersi, e aiuta Claudio e Giordano a incastrare Marco Ackermann.
- Ispettore Paternò (stagioni 1-2), interpretato da Francesco Stella. Ispettore prima, vicequestore dopo tre anni. Aiuta Elena e Andrea Fiore nelle indagini sulla morte di Pietro Mancini e Vittoria Boschi. Superiore di Stefano Mancini e Giulia Testa.
- Silvia Nardi (stagione 1), interpretata da Valeria Milillo. Madre adottiva di Stefano, muore a causa della caduta da una terrazza.
- Spataro (stagione 1) conosciuto come "capitano Neri", interpretato da Marco Zannoni. Detenuto ed ex brigatista rosso, che conosce la verità sul rapimento di Elena.
- Agata Ferrante (stagione 1), interpretata da Giuditta Saltarini. Madre di Elena e Gabriele, moglie di Aldo, nonna di Arianna, Beatrice e Stefano.
- Aldo Ferrante (stagione 1), interpretato da Paolo Malco. Avvocato, padre di Elena e Gabriele, marito di Agata, nonno di Arianna, Beatrice e Stefano. Viene ucciso da Giordano.
- Marco Ackermann (stagione 2), interpretato da Paolo Mazzarelli. Fratello di Irene e Andrea, figlio illegittimo di Gianmaria Fiore. Uomo senza scrupoli animato dalla sete di potere, è sposato con Gloria Keller, da cui viene lasciato al termine della seconda stagione, che si conclude con il suo arresto.
- Alberto Casagrande (stagione 2), interpretato da Gabriele Rossi. Assistente d'esame di Arianna e avvocato nello studio di Elena, che tradisce lavorando sotto copertura per Marco. Scappa su un'isola esotica per evitare il processo e viene lasciato da Arianna, con cui aveva una relazione.
- Paola Cassani (stagione 2), interpretata da Eleonora Sergio. Psicologa che lavora nello studio di Elena, oltre che sua amica, si innamora di Giordano e lo sostiene nel periodo della sua carcerazione credendo nel suo cambiamento.
- Vittoria Boschi (stagione 2), interpretata da Barbara Livi. Amante di Andrea Fiore. Inizialmente si pensava fosse morta nell'incidente che ha coinvolto Pietro, ma compare improvvisamente nel corso della seconda stagione e riprende la sua relazione con Andrea su richiesta di Marco. Viene uccisa proprio su ordine di Marco, perché egli teme che la donna riveli la verità ad Andrea.
- Giulia Testa (stagione 2), interpretata da Beatrice Arnera. Figlia di Giordano Testa e la sua ex moglie. Poliziotta, arriva dal Nord Italia e incontra Stefano, suo collega e successivamente fidanzato. Sta dalla parte del padre e non ha dubbi sul suo cambiamento e fa di tutto per aiutarlo nelle sue indagini sotto copertura. Al termine della seconda stagione si sposa con Stefano.
- Raffaella Giuliani (stagione 2), interpretata da Elisabetta Pellini. PR del locale di Claudio, viene poi assoldata da Alberto per i loschi affari di Ackermann.
- Ennio Castelli (stagione 2), interpretato da Raffaele Buranelli. Assessore corrotto, che favorisce i piani di Marco Ackermann.
- Angelo (stagione 2), interpretato da Vincenzo Alfieri. Uomo di fiducia di Marco, viene ucciso per avergli sottratto 20000 €.
- Samuele Ciocchi (stagione 2), interpretato da Giancarlo Previati. Politico che viene incastrato da Marco e incarcerato ingiustamente con l'accusa di aver provocato l'incidente di Pietro. Viene ucciso su ordine di Marco, che fa fingere un suo suicidio.
- PM Garrone (stagione 2), interpretato da Giorgio Borghetti. Pubblico ministero corrotto che accusa Andrea di omicidio per volontà di Marco, viene scoperto e radiato dall'albo.

## Produzione
La fiction è prodotta da RTI, società posseduta interamente da Mediaset, e da Endemol Italia.
Colonna sonora a cura di Savio Riccardi, montaggio musiche di Mario Marcucci.